# Schlafender Löwe (Gliwice)

Das Löwendenkmal

Der Schlafende Löwe in Gliwice (Gleiwitz) war ein Bestandteil des Löwendenkmals im Stadtpark (heute Chopin-Park). Während der ursprüngliche Löwe unauffindbar geblieben ist, wurde 2011 eine Kopie in der Stadt aufgestellt.

## Geschichte

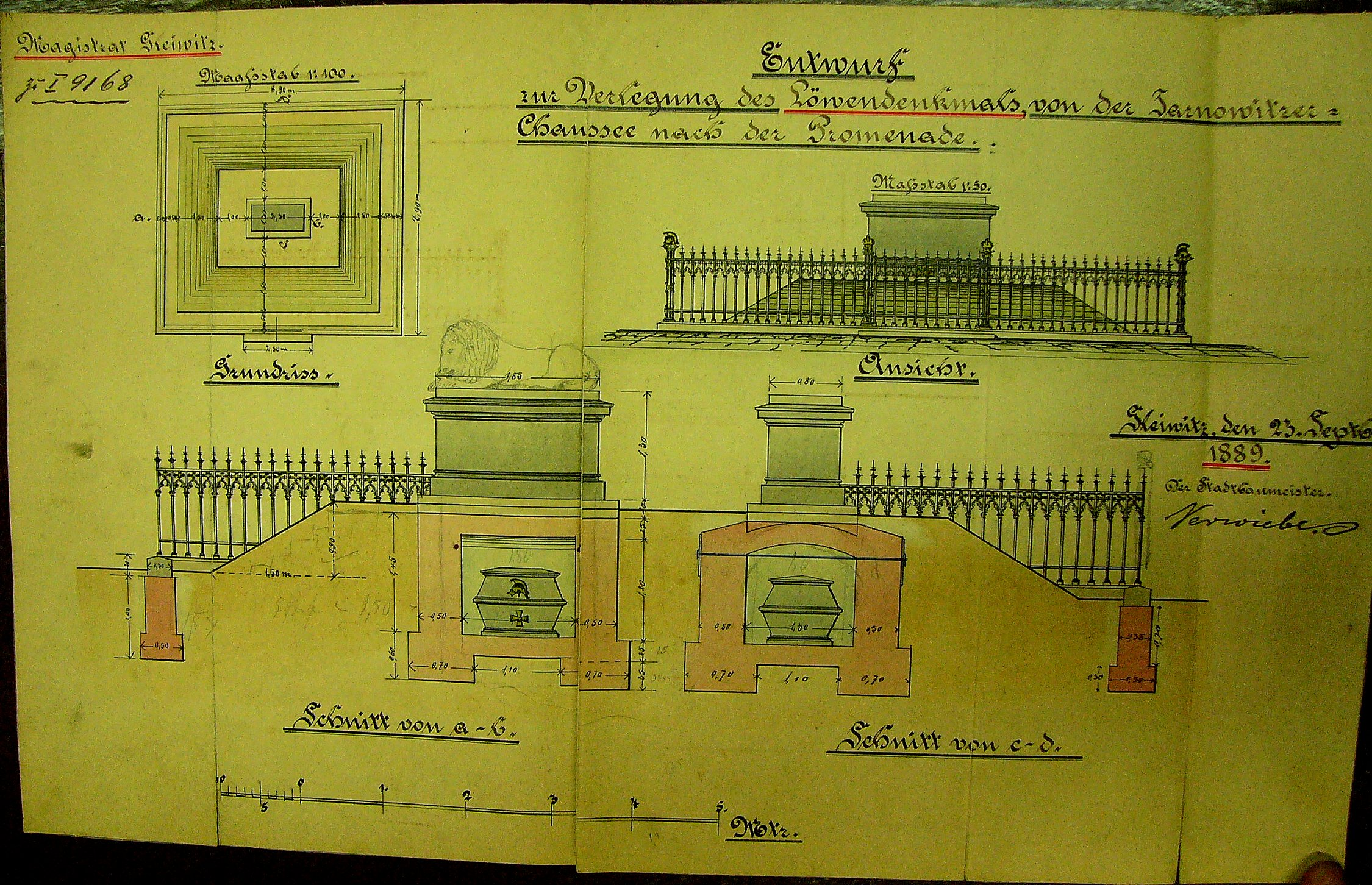
Entwurf von 1890 zur Verlegung des Denkmals in die Promenade; Blatt 1

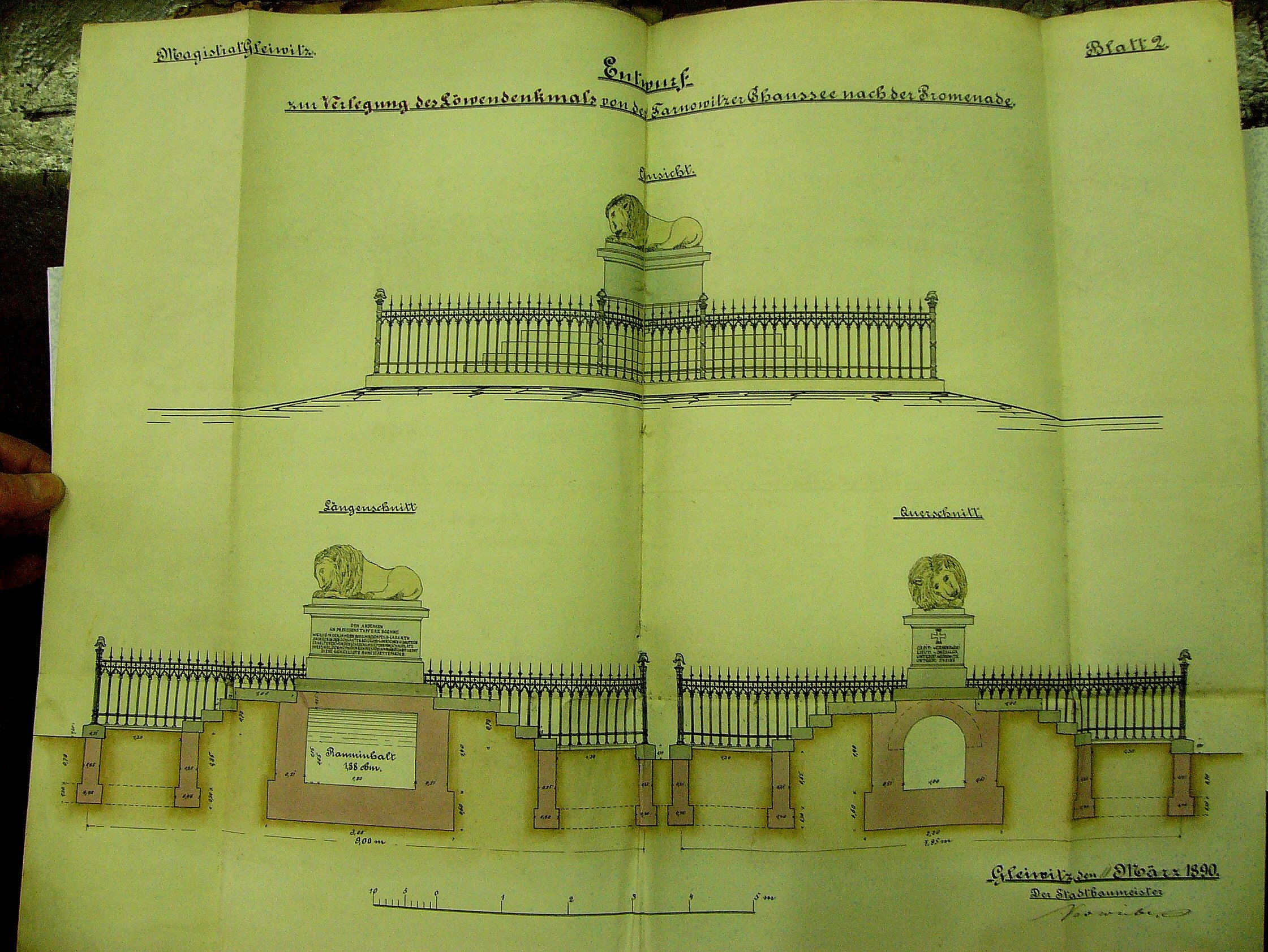
Entwurf von 1890 zur Verlegung des Denkmals in die Promenade; Blatt 2

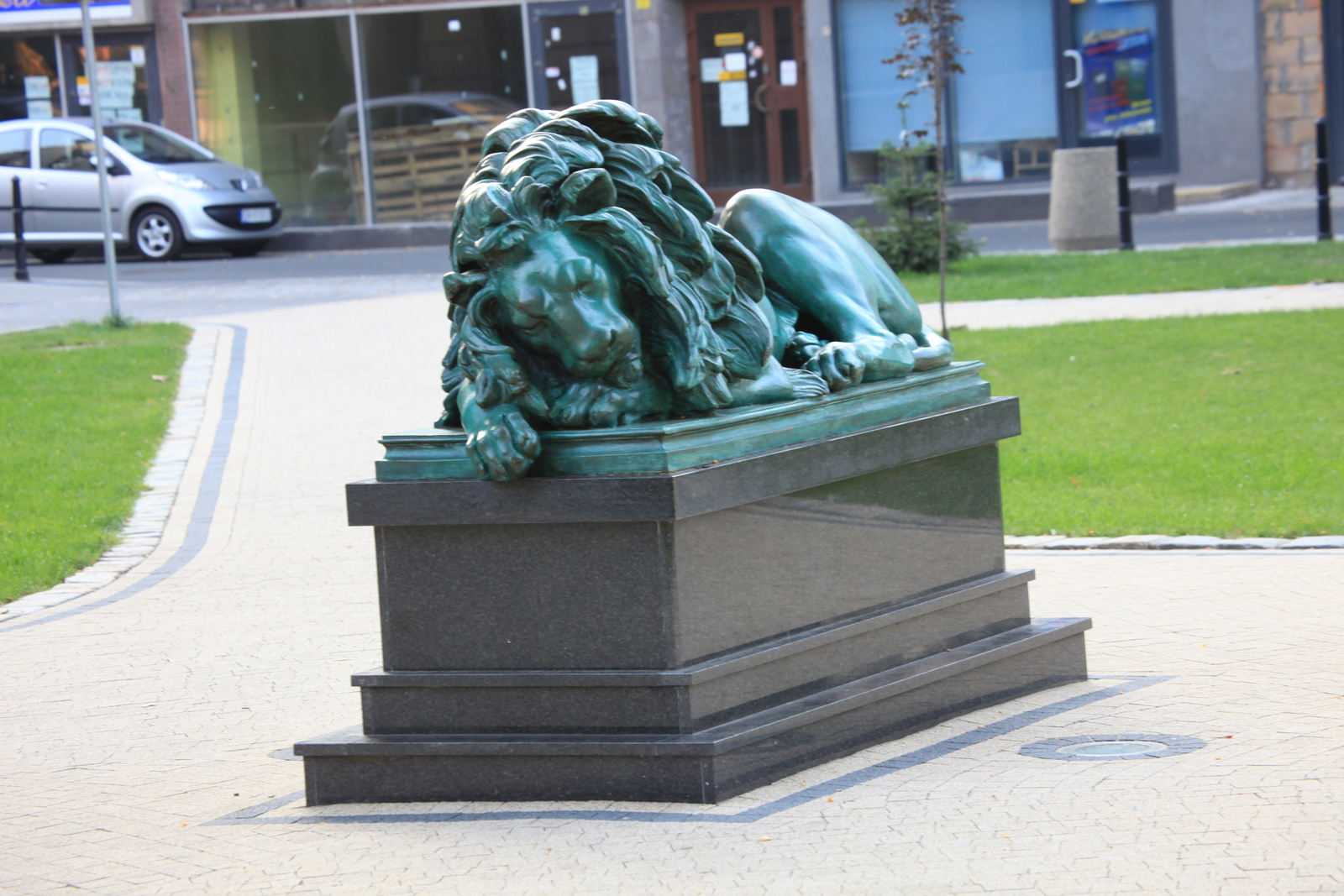
Der Schlafende Löwe von 2011

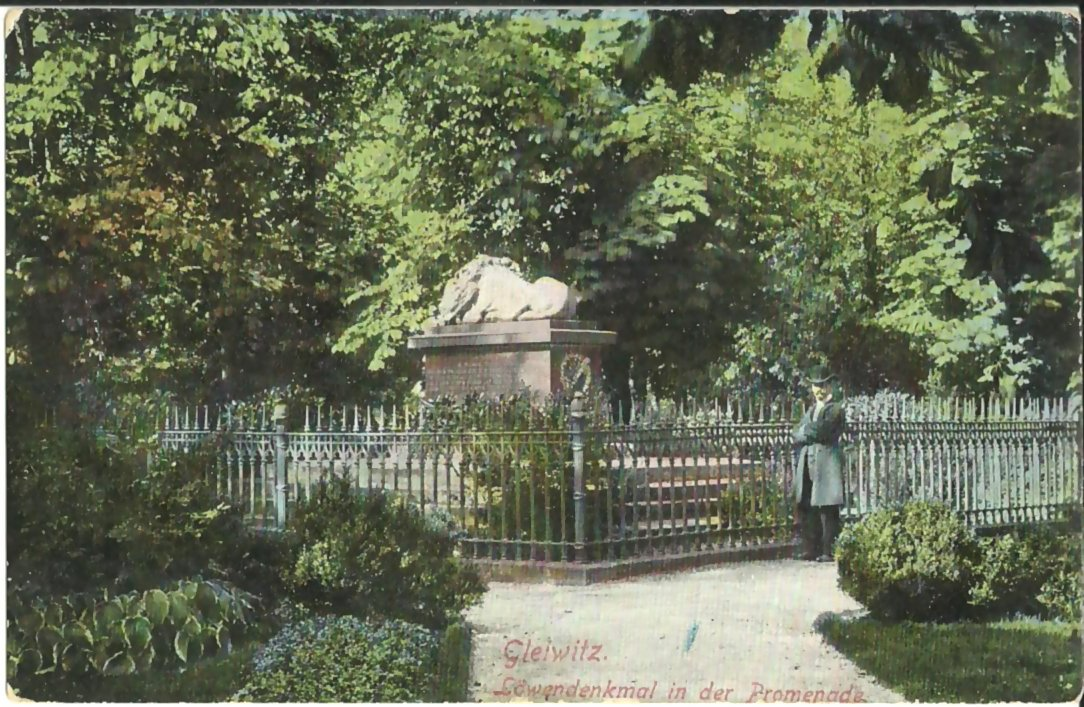
Das Löwendenkmal

Der Schlafende Löwe war ein Geschenk des preußischen Königs Friedrich Wilhelm IV. an die Stadt Gleiwitz. Dieser entdeckte die neu gegossene Kopie des Schlafenden Löwen von Theodor Kalide in der Königlichen Eisenhütte, als er im Oktober 1846 wegen der Eröffnung der Eisenbahnstrecke nach Kattowitz Gleiwitz besuchte. Friedrich Wilhelm IV. beschloss, dass der Löwe eine Grabstätte von preußischen Soldaten in Gleiwitz schmücken soll und übernahm die Kosten für den Löwen, den Sockel und die Umzäunung. In dem Friedhof in der Kolonie Neudorf ruhten 65 Soldaten, die während der napoleonischen Kriege in Gleiwitzer Lazaretten starben.
Das Denkmal wurde 1849 auf einem Friedhof in der Nähe des Gleiwitzer Bahnhofs enthüllt. Dieser heute nicht mehr existierende Friedhof befand sich an der nach dem Denkmal benannten Löwenstraße (Ursprünglich Teil der Tarnowitzer Chaussee, der späteren Tarnowitzer Landstraße). Ende des 19. Jahrhunderts musste der Friedhof samt Denkmal wegen der geplanten Stadterweiterungen weichen.
1890 wurden das Denkmal und die exhumierten Überreste der Soldaten in die entstehende Promenade (den späteren Stadtpark) umgesetzt.
1945 wurden während der Entdeutschung von Denkmälern in Gleiwitz am Denkmal die deutschen Inschriften entfernt. Später wurde das Denkmal gänzlich abgebaut und der Löwe wurde eingelagert. Die Grabstätte der Soldaten blieb seitdem ungekennzeichnet. Eine Aufstellung des Löwen vor dem sogenannten Schloss wurde zunächst geplant, aber nicht realisiert. Der Schlafende Löwe soll laut Zeitzeugen noch kurze Zeit neben dem Wachenden Löwen vor der Villa Caro gestanden haben. Seit den 1960er Jahren ist der Schlafende Löwe aus Gleiwitz verschwunden.
Der Schlafende Löwe ist bis heute unauffindbar. Im Frühling 2011 wurde eine neue Kopie des Löwen in Gleiwitz aufgestellt, jedoch an ganz neuer Stelle, auf der Grünanlage Valenciennes neben der Stadtverwaltung. Dort steht die Skulptur gänzlich ohne Informationstafeln.